# Patrick Jarry
Patrick Jarry (28 de mayo de 1954) es un político francés, anteriormente concejal gubernamental y en la actualidad es el alcalde de Nanterre.

## Biografía
Tiene una maestría en ingeniería. Fue miembro de la Juventud Comunista, tercera clase, luego se involucró en el activismo cuando estaba en la escuela secundaria. Miembro del Partido Comunista Francés, es secretario en el distrito 25 de Nanterre y periodista en L'Éveil, el semanario local del PCF.
Es miembro de la Federación Alternativa Social y Ecológica (FASE) pero, en 2009, declaró que todavía era miembro del PCF.
En el 2010, fue uno de los fundadores de Gauche Citoyenne en Nanterre, un grupo político rebelde.

## Carrera política
En 1994, durante la creación de los contratos de la ciudad, preparó el acuerdo de la ciudad de Nanterre con el Estado, luego el consejo general y la región Ile-de-France. Continuó dirigiendo este sistema con las asociaciones de Nantes hasta que se convirtió en alcalde.
Es también uno de los encargados de dirigir las Assises por la ciudad, un proceso de participación en la vida política local iniciado en 1994 en Nanterre.
Durante los asesinatos que sacudieron Nanterre en el 2002, Patrick Jarry, entonces concejal municipal a cargo del contrato de la ciudad, resultó gravemente herido por balas mientras ayudaba a arrestar al asesino.
Es alcalde de Nanterre desde el 14 de octubre del 2004, habiendo sucedido, contra todo pronóstico, a Jacqueline Fraysse que dimitió. Fue reelegido en 2008, luego de que su lista obtuviera el 56,4% de los votos en la primera vuelta de las elecciones municipales (tasa de abstención del 48%), luego en 2014, habiendo obtenido su lista el 53,85% de los votos en la primera vuelta (tasa de abstención del 50,96%). Fue reelegido nuevamente en 2020 en primera vuelta con el 51,91% de los votos (tasa de abstención del 66,13%).
En el 2008, fue elegido consejero general de los Altos de Siena y forma parte del grupo comunista y ciudadano. Fue elegido consejero departamental de su lugar de residencia en marzo del 2015.
El 15 de octubre de 2009 anunció su intención de presentarse como candidato a la presidencia del Establecimiento Público para el Desarrollo de la Región de la Defensa (EPAD). En el 2010, la fusión en EPADESA de EPAD y EPASA (Establecimiento Público de Desarrollo de Seine-Arche) dio lugar a la elección de un presidente. Patrick Jarry es candidato pero es derrotado (por 4 votos) por Joëlle Ceccaldi-Raynaud (12 votos), quien se proclama alcaldesa de Puteaux. Renovó su candidatura en el 2013 y fue elegido y luego reelegido en 2017 con la ayuda de representantes estatales y a pesar de la ira de los funcionarios electos de derecha. Mantiene su cargo hasta la disolución de esta estructura en el 2018.
El 1 de diciembre de 2015 fue elegido presidente del sindicato de estudios Paris Métropole bajo la alternancia izquierda-derecha al frente de esta estructura.
Fue reelegido por cuarta vez consecutiva como alcalde de Nanterre el 15 de marzo del 2020.
Tras la muerte de Nahel el 27 de junio de 2023, Patrick Jarry apoya a la familia del joven asesinado y llama a "frenar esta espiral de violencia" tras noches agitadas por enfrentamientos entre jóvenes alborotadores y las fuerzas del orden.

## Cargos
- Alcalde de Nanterre desde el 14 de octubre de 2004
- Concejal municipal de Nanterre de 1989 a 2004
- Presidente de SEMN
- Presidente del Consejo Distrital Universitario de 1989 a 2004
- Presidente de la Oficina Municipal de Deportes (OMEPS)
- Miembro de las comisiones extramunicipales de planificación y luego de medio ambiente
- Presidente de la Federación de Empresas Públicas Electas (FedEpl)